# Liste der Naturschutzgebiete im Landkreis Sigmaringen
Im Landkreis Sigmaringen gibt es 24 Naturschutzgebiete. Für die Ausweisung von Naturschutzgebieten ist das Regierungspräsidium Tübingen zuständig. Nach der Schutzgebietsstatistik der Landesanstalt für Umwelt, Messungen und Naturschutz Baden-Württemberg (LUBW)  stehen 2212,31 Hektar der Kreisfläche unter Naturschutz, das sind 1,84 Prozent.
| Name                                   | Bild | Kennung               | Einzelheiten | Position | Fläche Hektar | Datum                          |
| -------------------------------------- | ---- | --------------------- | --- | -------- | ------------- | ------------------------------ |
| Pfrunger-Burgweiler Ried               |      | 4.028 WDPA: 82329     | Königseggwald, Riedhausen, Wilhelmsdorf, Ostrach Einzigartiger ausgedehnter Moorkomplex aus Hoch-, Zwischen- und Niedermooren als Lebensraum einer artenreichen Pflanzen- und Tierwelt. | ⊙        | 864,6         | 9. Jan. 2017                   |
| Blauen                                 |      | 4.046 WDPA: 81415     | Sigmaringen Vielfältige Vegetation auf Zementmergeln, die von Rohbodenbesiedlern über ehemalige Schafweiden bis zum Wirtschaftswald reicht. | ⊙        | 46,8          | 20. Feb. 1984                  |
| Laubbachmühle                          |      | 4.090 WDPA: 164385    | Ostrach ehemaliges Naturschutzgebiet - aufgegangen im Naturschutzgebiet Pfrunger-Burgweiler Ried; Kalkreiches Hangquellmoor mit besonderer Flora und Fauna; Vorkommen alpiner Arten. | ⊙        | 3,2           | 2. Juli 1981 bis 9. Jan. 2017  |
| Blochinger Ried                        | BW   | 4.106 WDPA: 81423     | Mengen Vielfältiger Feuchtbiotop als wichtiges Element des Biotopverbundsystems. | ⊙        | 27,8          | 30. Mai 1983                   |
| Egelsee-Ried                           |      | 4.110 WDPA: 81576     | Pfullendorf Niedermoor und stillgelegte Kiesgrube mit einer arten- und individuenreichen Flora und Fauna, als Ausgleichs- und Regenerationsfläche inmitten intensiv genutzter Agrarflächen. | ⊙        | 5,3           | 12. Juli 1983                  |
| Kreuzbühl                              |      | 4.115 WDPA: 164254    | Meßkirch Naturnaher, artenreicher Biotop inmitten einer intensiv genutzten Agrarlandschaft. | ⊙        | 4,3           | 12. Dez. 1983                  |
| Wasenried                              |      | 4.116 WDPA: 166182    | Bingen, Sigmaringen Flachmoor mit einem in die Moorvegetationseinheit hineinragenden felsigen Waldrücken und mannigfaltig gestalteten Biotopen mit großem Reichtum an Pflanzen- und Tierarten. | ⊙        | 11,0          | 24. Feb. 1984                  |
| Fehlatal                               |      | 4.118 WDPA: 163034    | Gammertingen, Hettingen, Neufra Landschaftlich reizvolles Wiesental der Fehla als ungestörter Lebensraum; Beispiel der historischen, einst auf der Schwäbischen Alb weit verbreiteten Wässerwiesenwirtschaft. | ⊙        | 55,2          | 5. Apr. 1984                   |
| Waltere Moor                           |      | 4.133 WDPA: 166166    | Sauldorf Moorlandschaft an der klimatisch bedingten nordwestlichen Grenze oberschwäbischer Hochmoorvorkommen; große Biotopvielfalt: Hoch- u. Übergangsmoorflächen mit Moorwäldern und Bruchwaldgebüsch, Nass-, Feucht- und Magerwiesen; zahlreiche seltene, z. T. vom Aussterben bedrohte Tier- und Pflanzenarten.                                                                    | ⊙        | 23,8          | 19. Mai 2006                   |
| Ruschweiler und Volzer See             |      | 4.162 WDPA: 165265    | Illmensee Feuchtgebiet mit Seen, Schilfröhrichten, Schwimmblattgesellschaften, Verlandungszonen, Hochmoorflächen, Bruchwäldern, Ufergehölzen und feuchten Riedwiesen. | ⊙        | 70,6          | 18. Okt. 1989                  |
| Herdle                                 | BW   | 4.165 WDPA: 163644    | Neufra Wertvolle Heckenlandschaft auf der Mittleren Kuppenalb, geprägt durch den Wechsel von Heckenzeilen, Feldgehölzen, Halbtrockenrasen, Saumgesellschaften und dazwischenliegenden landwirtschaftlichen Flächen. | ⊙        | 63,9          | 26. März 1990                  |
| Booser-Musbacher Ried                  | BW   | 4.176 WDPA: 162496    | Ebersbach-Musbach, Bad Saulgau Vielfältiges, durch verschiedenste Vegetationstypen gekennzeichnetes Ried; Booser See und ehemalige Lehmgrube, Toteisrinne und Toteisloch als erdgeschichtliche Dokumente. | ⊙        | 96,4          | 11. Jan. 1991                  |
| Egelseewiesen                          |      | 4.198 WDPA: 162849    | Wald Gebiet mit vielfältigen Biotopstrukturen, insbesondere strukturreicher Moorwald mit artenreicher Bodenvegetation; feuchter Grünlandgürtel, Obstbäume und landwirtschaftlich nicht genutzte Biotopstrukturen; kulturhistorische und archäologische Bedeutung. | ⊙        | 48,0          | 2. März 1992                   |
| Zielfinger Vogelsee                    |      | 4.202 WDPA: 166421    | Mengen, Sigmaringendorf Brut-, Nahrungs- und Rastbiotop für viele Vogelarten, Lebensraum für viele Pflanzenarten. | ⊙        | 45,5          | 15. Mai 1992                   |
| Untere Au                              |      | 4.205 WDPA: 165996    | Sigmaringen Naturnaher Donaualtarm mit unterschiedlich strukturierten Uferzonen; Schilfzone, Prallhang mit Gehölzbestand; Lebensraum für zahlreiche Tier- und Pflanzenarten. | ⊙        | 20,0          | 26. Juni 1992                  |
| Ölkofer Ried                           |      | 4.223 WDPA: 164944    | Herbertingen, Hohentengen Durch Grünland geprägte Kulturlandschaft als Brut-, Nahrungs- und Rastbiotop für spezialisierte Vogelarten; artenreiche, durch unterschiedliche Feuchtstufen bestimmte Wiesenvegetation; Röhrichte, Hochstaudengesellschaften und Laubholzbestände; Stillgewässer mit Verlandungsgesellschaften - Lebensraum für Amphibien und Wasserinsekten.              | ⊙        | 368,9         | 28. Apr. 1993                  |
| Sauldorfer Baggerseen                  |      | 4.235 WDPA: 165336    | Sauldorf Ehemalige Kiesabbaufläche und angrenzende, ökologisch mit den Seen vernetzte Talauenbereiche als Brut-, Rast- und Nahrungsbiotop für zahlreiche gefährdete Vogelarten, aber auch für Amphibien, Wasserinsekten und Kleinfische. | ⊙        | 124,1         | 22. Dez. 1993                  |
| Kreuzäcker                             |      | 4.242 WDPA: 164252    | Pfullendorf Ehemalige Kiesgrube als Sekundärlebensraum für Tier- und Pflanzenarten inmitten intensiv genutzter Kulturlandschaft; Mosaik von verschiedenen Biotoptypen, insbesondere Trockenbiotope und temporäre Gewässer. | ⊙        | 19,1          | 7. Apr. 1994                   |
| Mühlebach                              | BW   | 4.258 WDPA: 164720    | Ostrach ehemaliges Naturschutzgebiet - aufgegangen im Naturschutzgebiet Pfrunger-Burgweiler Ried; Hochwertiges Feuchtgebiet mit Kopfbinsen- und Seggenrieden, Schilf- und Hochstaudenbeständen, Feuchtwiesen und naturnahen Weichholzbeständen; Lebensraum für eine stark bedrohte Tier- und Pflanzenwelt; Streuobstbestände, laubholzbestandene Raine sowie aufgelassene Kiesgruben. | ⊙        | 28,0          | 20. Apr. 1995 bis 9. Jan. 2017 |
| Ruhestetter Ried                       |      | 4.271 WDPA: 165247    | Wald, Herdwangen-Schönach Niedermoorkomplex als Lebens- und Rückzugsraum einer artenreichen und gefährdeten Pflanzen- und Tierwelt, insbesondere Glazialreliktarten, wichtiger Bestandteil im Feuchtgebietsverbund Talzug der Salemer Aach. | ⊙        | 132,3         | 20. Sep. 1996                  |
| Blochinger Sandwinkel                  |      | 4.274 WDPA: 162462    | Mengen Donaurenaturierungsbereich mit ursprünglichen Kiesrohboden- und Schotterflächen, natürlichen und wiederhergestellten Fließgewässerstrecken, Mulden mit Stillwasserbereichen und linsenartigen Aufkiesungen. | ⊙        | 26,6          | 7. Okt. 1996                   |
| Taubenried                             |      | 4.288 WDPA: 82690     | Ostrach, Pfullendorf Vielfältige, durch verschiedenste Vegetationstypen gekennzeichnetes Ried als Lebensraum und Rückzugsgebiet für zahlreiche Tier- und Pflanzenarten. | ⊙        | 136,5         | 13. Dez. 1939                  |
| Morgenweide                            | BW   | 4.292 WDPA: 318808    | Inzigkofen Ehemalige Kiesgrube als ökologische Vorrangfläche für eine Vielzahl von Tier- und Pflanzenarten in einer ansonsten intensiv genutzten Landschaft; offene Wasserflächen, Verlandungszonen als Brut-, Rast- und Nahrungsbiotope zahlreicher Wasservögel sowie Amphibien. | ⊙        | 38,5          | 21. Jan. 1999                  |
| Schwarzes Moos                         |      | 4.312 WDPA: 344836    | Ostrach Gebiet mit landschaftstypischen und kulturhistorisch bedeutenden Wiesenbiotopen, die als Lebens- und Rückzugsbereich einer artenreichen und gefährdeten Pflanzen- und Tierwelt dienen und ein Relikt des letzten historischen Kompromissplatzes im Waldgebiet "Weithart" sind.                                                                                                | ⊙        | 11,0          | 7. Dez. 2005                   |
| Schwackenreuter Baggerseen-Rübelisbach |      | 4.314 WDPA: 378361    | Sauldorf Erhaltung und Entwicklung der Baggerseen, Fließgewässer und angrenzenden Flächen als Brut-, Rast- und Nahrungsgebiet vielfältiger, teils hochgradig gefährdeter Vogelarten und als Lebensraum der kleinen Flussmuschel, zahlreicher gefährdeter Amphibien-, Kleinfischarten und Wasserinsekten, sowie als Talraum mit dominierender Grünlandnutzung und Flachmooren.         | ⊙        | 27,2          | 19. Mai 2006                   |
| Feuchtwiesen Schwandorf                |      | 4.320 WDPA: 555638569 | Sauldorf Ausgedehnte und zusammenhängende Grünlandgebiete mit artenreicher Flora und Fauna. Vorkommen von Feuchtwiesen und -weiden, feuchten Hochstaudenfluren und Bachläufen. Montane, teils eichenreiche Laubwälder. | ⊙        | 15,0          | 12. Jan. 2017                  |
| Legende für Naturschutzgebiet          |      |                       | |          |               |                                |